# هری پاتر و شاهزاده دورگه
هری پاتر و شاهزادهٔ دورگه ششمین کتاب از مجموعه داستان‌های هری پاتر است که به قلم نویسندهٔ انگلیسی، جی کی رولینگ نوشته شده‌است.
هری پاتر و شاهزادهٔ دورگه در ماه ژوئیه سال ۲۰۰۵ به بازار عرضه گشت و به سرعت به اکثر زبان‌های زنده دنیا ترجمه شد. ترجمه‌های فارسی بسیار مختلفی نیز از آن در بازار بود. از میان این ترجمه‌ها می‌توان به ترجمه مترجم پرطرفدار هری پاتر در ایران، ویدا اسلامیه از نشر تندیس اشاره کرد که به عنوان مترجم رسمی این سری کتاب‌ها از سوی خانم رولینگ برگزیده شده‌است.

## داستان

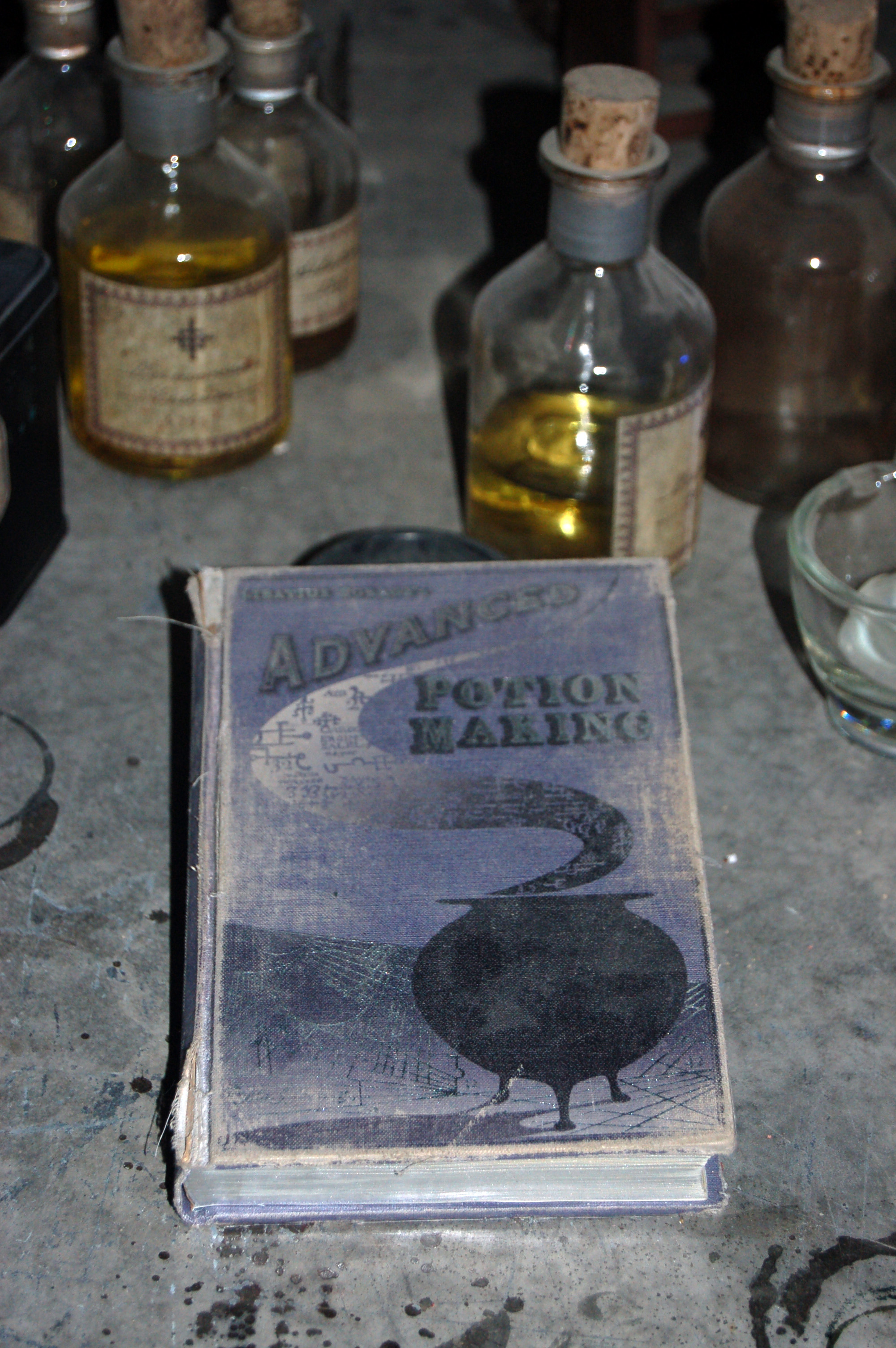
کتاب درس معجون سازی، متعلق به شاهزاده دورگه

در این کتاب بسیاری از رازها و روابط آشکار می‌شود. هری با دامبلدور کلاس خصوصی دارد و در این کلاسها با گذشتهٔ تام ماروولو ریدل آشنا می‌شویم و معلوم می‌شود که ولدمورت هفت جان پیچ دارد که پیش از آن دو تایشان نابود شده‌اند. استاد جادوی سیاه این سال، اسنیپ است و استاد قدیمی ای درس معجون‌سازی می‌دهد.
در این کتاب رون با لاوندر براون رابطهٔ عاشقانه شدیدی پیدا می‌کند که موجب قهر کردن هرماینی با او می‌شود. هری در این سال کتاب معجون‌سازی دست دومی پیدا می‌کند که صاحب قبلی آن شخصی به نام «شاهزادهٔ دورگه» است. هری با کمک یادداشتهای حاشیه کتاب که شاهزاده برای خودش نوشته‌است موفق می‌شود در درس معجون‌سازی شاگرد اول شود. هری به جینی ویزلی علاقه‌مند می‌شود اما روابطشان روابط عادی شاگردان مدرسه‌ای است و جینی هم دوست پسر خودش را دارد و عضو تیم کوییدیچ گریفیندور شده‌است.
در پایان داستان هری و دامبلدور که برای یافتن یکی از جان پیچ‌ها به بیرون قلعه هاگوارتز رفته بودند، با دیدن علامت شوم (که توسط طلسم (مورس موردو) ساخته می‌شود) به هاگوارتز بازمی‌گردند و دراکو مالفوی که مرگخواران را به قلعه راه داده بود دامبلدور را خلع سلاح می‌کند و سرانجام آلبوس دامبلدور توسط سیوروس اسنیپ کشته می‌شود و معلوم می‌شود که شاهزاده دورگه همان سوروس اسنیپ بوده‌است.